# Fred Stobaugh
Fred Stobaugh (22. srpna 1917 – 23. listopadu 2016) byl americký řidič nákladního vozu, který je známý pro úspěch svojí písně „Oh Sweet Lorraine“.

## Život
V roce 1940 se oženil s Lorraine Dinquel, kterou poprvé potkal dva roky předtím. Měli spolu dvě děti. Jeho žena zemřela v dubnu 2013. Stobaugh zanedlouho napsal píseň „Oh Sweet Lorraine“ k její poctě. Videu s písní se dostalo úspěchu na internetovém serveru YouTube. Píseň se také umístila na 42. příčce hitparádového žebříčku Billboard Hot 100 a Stobaugh se tak stal nejstarší osobou, která se do této hitparády dostala. Píseň se dostala i do hitparád v jiných zemích, v Rakousku, Belgii a Švýcarsku. Píseň také uspěla v první desítce prodejnosti na iTunes. O rok později, ve svých 97 letech, vydal druhou píseň nazvanou „Took Her Home“, kterou rovněž věnoval své zesnulé manželce. Zemřel roku 2016 ve věku 99 let.